# Пахомово (Марі-Турецький район)
Пахо́мово (рос. Пахомово, марій. Поком) — присілок у складі Марі-Турецького району Марій Ел, Росія. Входить до складу Карлиганського сільського поселення.

## Населення
Населення — 3 особи (2010; 8 у 2002).
Національний склад (станом на 2002 рік):
- удмурти — 62 %
- марійці — 38 %